# Třetí punská válka
Třetí punská válka (149–146 př. n. l.) je název pro poslední ze série válek mezi Římem a Kartágem. Řím uplatňoval vůči Kartágu po skončení druhé punské války takovou politiku, že výsledkem mohl být buď ozbrojený střet nebo mírové odsunutí Kartága na úroveň bezvýznamného periferního sídla. Kartágo zvolilo první možnost. Výsledkem tohoto střetu bylo úplné a definitivní zničení Kartága a završení snahy Říma o ovládnutí západního Středomoří.

## Příčiny

### Kartágo po druhé punské válce
V roce 201 př. n. l. skončila druhá punská válka. Mírové podmínky, které Řím Kartágu nadiktoval, byly velmi tvrdé. Jeho loďstvo bylo omezeno na několik málo lodí, muselo Římu během 50 let zaplatit každoročně 200 talentů stříbra (celkem asi 300 tun), bylo donuceno vzdát se všech zámořských držav a přestalo vést nezávislou zahraniční a vojenskou politiku. Pokud chtělo podniknout jakékoliv válečné operace, muselo požádat o svolení římský senát. Kartágu se nicméně dlouhou dobu dařilo plnit všechny tyto podmínky a přesto prosperovat. Jelikož přišlo o všechny své kolonie, muselo se v zásobení potravinami spolehnout především na vlastní africké zdroje a na obchod. Podařilo se zavést nové zemědělské postupy, produkce potravin byla dostačující. Obchod opět začal vzkvétat. Splácení reparací taktéž probíhalo podle plánu. Hlavním problémem se ale ukázal západní soused Numídie, jíž vládl král Masinissa. Jednalo se o spojence Říma z konce druhé punské války, který vůči Kartágu uplatňoval bezskrupulózní agresivní politiku, vědom si faktické nemožnosti svého souseda se bránit. Během zhruba 40 let podnikl Masinissa a jeho synové mnoho útoků, přepadů a záborů, na něž si úřady Kartága stěžovaly v Římě, a římský senát prakticky vždy rozhodl ve prospěch Numiďanů.

### Řím

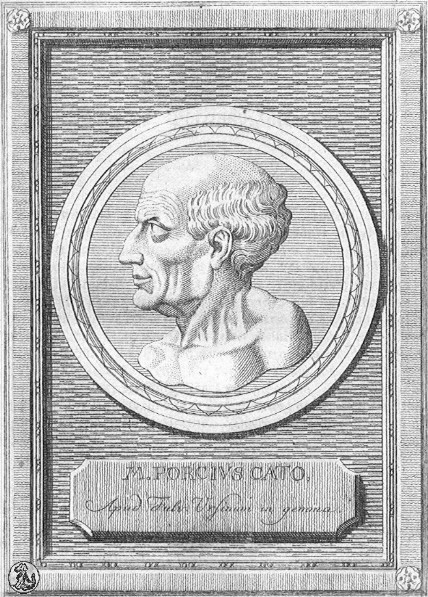
Marcus Portius Cato starší

V první polovině druhého století př. n. l. vedl Řím několik válek s Makedonií, musel potlačovat povstání Keltů, bojovat v Sýrii, Ilyrii a Hispánii. Byl tudíž zaměstnán na několika místech a problematika Kartága byla odsunuta na vedlejší kolej. V roce 168 př. n. l. byla moc Makedonie definitivně zlomena, ostatní války také zakončeny a Řím si uvolnil ruce. Mnohým Římanům neušlo, jak se jejich dlouholetý nepřítel opět vzmáhá. V roce 153 př. n. l. navštívil Kartágo senátor Marcus Porcius Cato (zvaný Cato starší, 234–149 př. n. l.). Byl doslova šokován, jak je na tom dobře, jak prosperuje, jak je bohaté. Po návratu do Říma se stal hlavním mluvčím strany, která požadovala jeho vojenské podrobení. Každý svůj projev pak končil známými slovy „Ceterum censeo Carthaginem esse delendam“ (Ostatně soudím, že Kartágo musí být zničeno).

### Příčiny střetu

Západní Středomoří v roce 150 př. n. l. (Řím červená, Kartágo šedá a Numidie fialová)

V roce 151 př. n. l. došlo mezi Kartáginci a Numiďany k několika incidentům, které měly zásadní důležitost pro další vývoj. Z Kartága byla Lidovou stranou vypuzena pronumidská frakce (cca 40 lidí), jenž našla útočiště u Masinissy a začala nabádat k útoku proti svému městu. Masinissa poslal své syny Gulussu a Micipsu do Kartága vyjednat návrat exulantů. Byli odmítnuti a cestou zpět prý i napadeni Hamilkarem Samnitou. Masinissa měl ideální záminku k válce. Numidské vojsko oblehlo město Oroscopa. Kartaginci tentokrát nepožádali Řím o „zprostředkování“ míru a vyslali armádu o síle 25 000 pěších a 400 jezdců proti Numiďanům.
Na jaře 150 př. n. l. došlo k bojům mezi Kartáginci a Numiďany. Nejprve byl výsledek nerozhodný. Dokonce došlo k vzájemné dohodě, ale nakonec byli Kartáginci oslabení hladem a nemocemi drtivě poraženi. Navíc měli tu smůlu, že konfrontaci viděl Publius Cornelius Scipio Aemilianus, který informoval římský senát. Kartáginci sice okamžitě vyslali do Říma delegaci, která se je snažila uchlácholit a mj. slíbili, že popraví velitele armády Hasdrubala Boiotarcha (syna Gisca) a další účastníky bojů. Římský senát však veškeré nabídky odmítl.

## Průběh

### Řím si klade podmínky míru

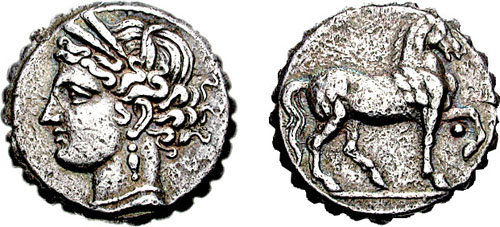
Stříbrný šekel, poslední mince ražená Kartaginci před dobytím města

V roce 149 př. n. l. se Římu formálně poddalo město Utica, které dosud patřilo Kartágu. Krátce poté Řím oficiálně deklaroval Kartágu válku a poslal oba konzuly s armádou přes Sicílii do Afriky. Kartáginci se však stále pokoušeli zachránit situaci. Poslali další delegaci do Říma. Když dorazili a zjistili, že již byla vyslána římská armáda, nabídli kapitulaci. Jednou z podmínek, aby jí vůbec přijal, senát požadoval, aby Kartaginci poslali 300 členů prominentních rodin jako rukojmí do sicilského města Lilybaeum, kde právě pobývala římská invazní armáda. Ač neradi, souhlasili, a neprodleně to splnili. Římská armáda se přesto vylodila v Utice. Kartáginci opět zkusili vyjednávat. Konzul Lucius Marcius Censorinus jejich ambasadorům nařídil, aby Kartágo vydalo všechny své zbraně. Ti to učinili. Antičtí autoři (Polybios a Appiános) uvádějí, že šlo o 200 000 sad zbroje, velké množství šípů, oštěpů a obléhacích zbraní. Tyto údaje se zdají nadsazené, ale je jasné, že muselo jít o obrovskou zásobu zbraní a zbroje. Římané postupovali tradičně velmi chytře a nekompromisně. Až poté, co Kartáginci vydali své zbraně, nastolili další – údajně konečnou – podmínku. Kartáginci musejí opustit své město, přičemž si mohou založit nové kdekoliv jinde na svém území, avšak minimálně 10 mil od pobřeží. Kartágo mělo být následně zničeno s výjimkou chrámů a hřbitovů. Když byla tato podmínka oznámena ve městě, vypukly nepokoje. Lidé napadali vyjednavače a všechny, kteří prosazovali usmíření s Římany. Kartaginská Rada 104 krátce nato vyhlásila Římu válku. Kartágo si vybralo cestu zoufalého boje před „mírovým“ dožitím kdesi v ústraní stále mocnějšího Říma.

### Válka

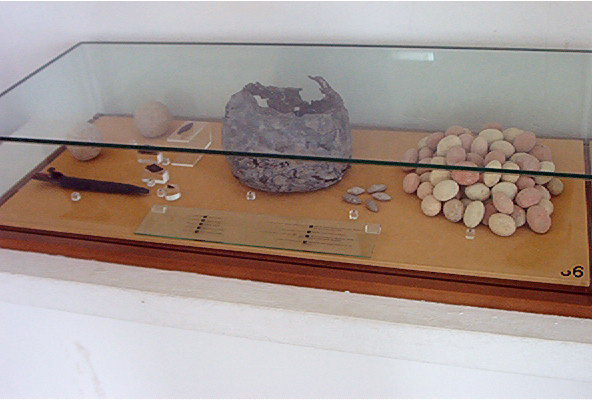
Pozůstatky zbraní z třetí punské války: hroty šípů, kamínky do praků a dýka, Kartágské národní muzeum

Kartágo okamžitě začalo přípravy na boj o přežití. Všichni otroci byli propuštěni, aby mohli bojovat, veškeré dostupné kovové nástroje byly přetaveny na zbraně, Hasdrubal – původně měl být zabit jako součást usmíření Římanů – byl povolán jako velitel armády, ženy si holily hlavy a splétaly ze svých vlasů tětivy a provazy do katapultů. Veškeré bohatství města bylo shromážděno, aby mohlo být využito pro válečné účely.

#### Římské neúspěchy
Konzulové Censorinus a Manilius mezitím přesunuli svou armádu k městu. Očekávali snadné vítězství nad neozbrojenými měšťany. Jejich dva laxní útoky ale Kartáginci odrazili. Římané si poté zřídili dva opevněné tábory nedaleko města a začali se stavbou obléhacích strojů. Himilco Phameas, velitel kartaginské jízdy, přepadl římskou zásobovací jednotku, která v okolí shromažďovala dřevo na stavbu strojů, a pobil asi 500 legionářů. Římané si přesto postavili dvě obrovská beranidla, poškodili část hradeb, ale byli odraženi. Kartaginci hradby rychle opravili a noční záškodnickou akcí beranidla zapálili. V létě 149 př. n. l. propukla v římském táboře epidemie, a tak byl následně přesunut k moři. Kartaginci využili jednoho dne příhodného větru a vyslali proti římskému loďstvu zápalné čluny. Římané přišli o mnoho lodí. Římská armáda utrpěla další menší porážky a od větších katastrof je zachránila jen odvaha a vynalézavost velitele jízdy Scipiona Aemiliana. Římský senát poslal koncem roku 149 komisi, aby zjistila, co se vlastně u Kartága děje. Zhruba ve stejné době zemřel zarytý nepřítel Kartága Cato starší, aniž se dožil toho, co požadoval - úplného zničení tohoto města.

#### 148 př. n. l.

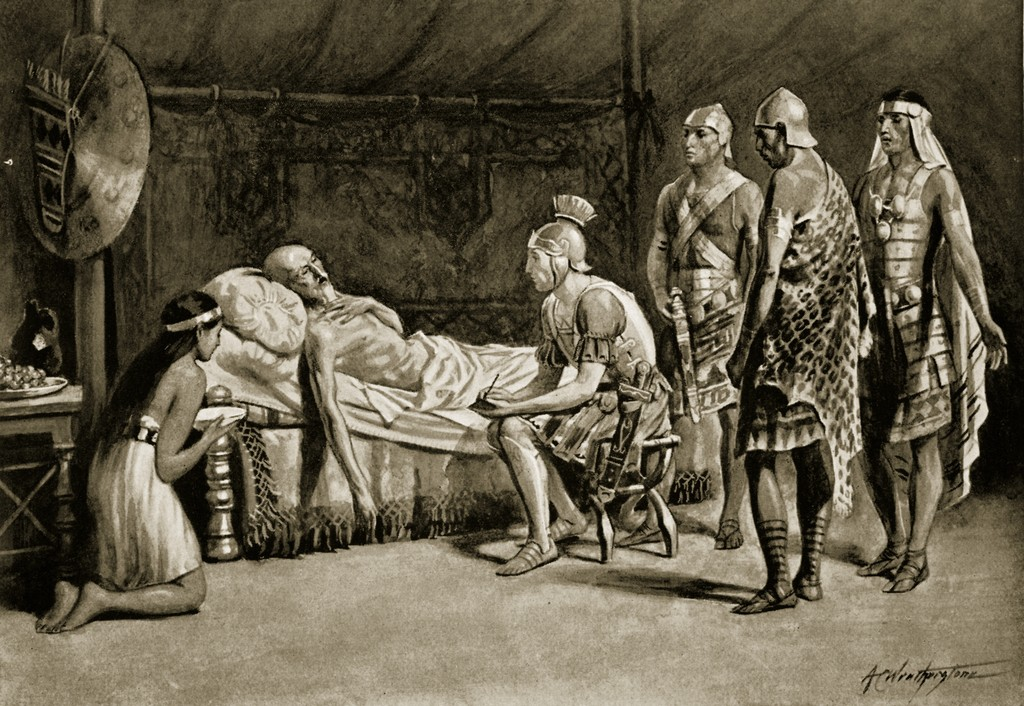
Scipio Aemilianus u smrtelné postele numidského krále Masinissy (148 př. n. l.)

Začátkem roku 148 př. n. l., krátce předtím než k němu dorazil pozvaný Scipio Aemilianus, zemřel Masinissa. Království rozdělil mezi své tři syny. Syn Gulussa byl Scipionem přesvědčen, ať se připojí se svou numidskou jízdou k římské armádě. Římanům se to hned vyplatilo. Numidská jízda eliminovala přepadové oddíly Himilca Phamease. Ten se následně rozhodl vzdát a přejít s částí svých oddílů na římskou stranu. V téže době přibyl do Afriky nový velitel římských jednotek Lucius Calpurnius Piso Caesoninus. Scipio a Himilco naopak odpluli do Říma. Většina vojáků si přála, aby se současný tribun Scipio vrátil jako konzul a velitel armády. Himilcova zrada byla římským senátem náležitě oceněna a Kartaginec se obratem vrátil do Afriky dále Římanům pomáhat. Velitel vojska Piso Caesoninus se mezitím rozhodl dobýt města Aspis a Hippagreta, ale ani jeden útok se nepovedl. Že zrada a dezerce byla v té době běžnou záležitostí, ukazuje fakt, že jeden z velitelů numidské jízdy Bythias přešel s asi 800 muži na stranu Kartága a naopak velitel městských kartaginských jednotek Hasdrubal (synovec Gulussy, ne Boiotarch!) byl obviněn z plánování zrady a zlynčován.
Kartaginci povzbuzení situací na bojišti zkoušeli diplomatickou cestou vyjednat pomoc proti Římu. Poslali vyslance k Makedoncům a Numiďanům, kde apelovali na hrozbu římské rozpínavosti, která hrozí všem.
Do Říma mezitím dorazily zprávy o chabých výsledcích africké armády. Po zdlouhavých dohadech a jednáních byl nakonec Scipio Aemilianus vybrán jako další velitel vojska.

#### Scipio Aemilianus a obrat ve válce

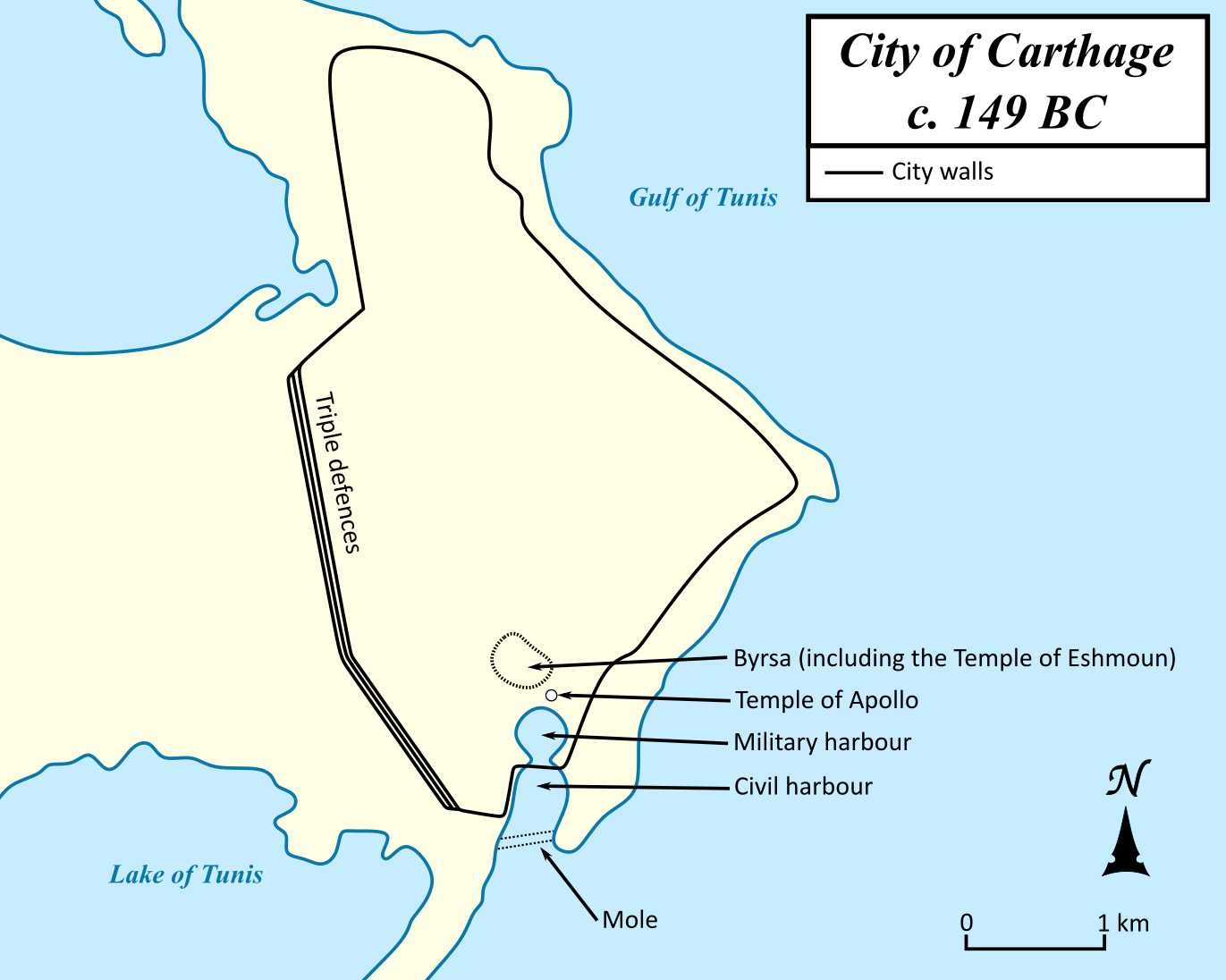
Obrana Kartága během obléhání Římany

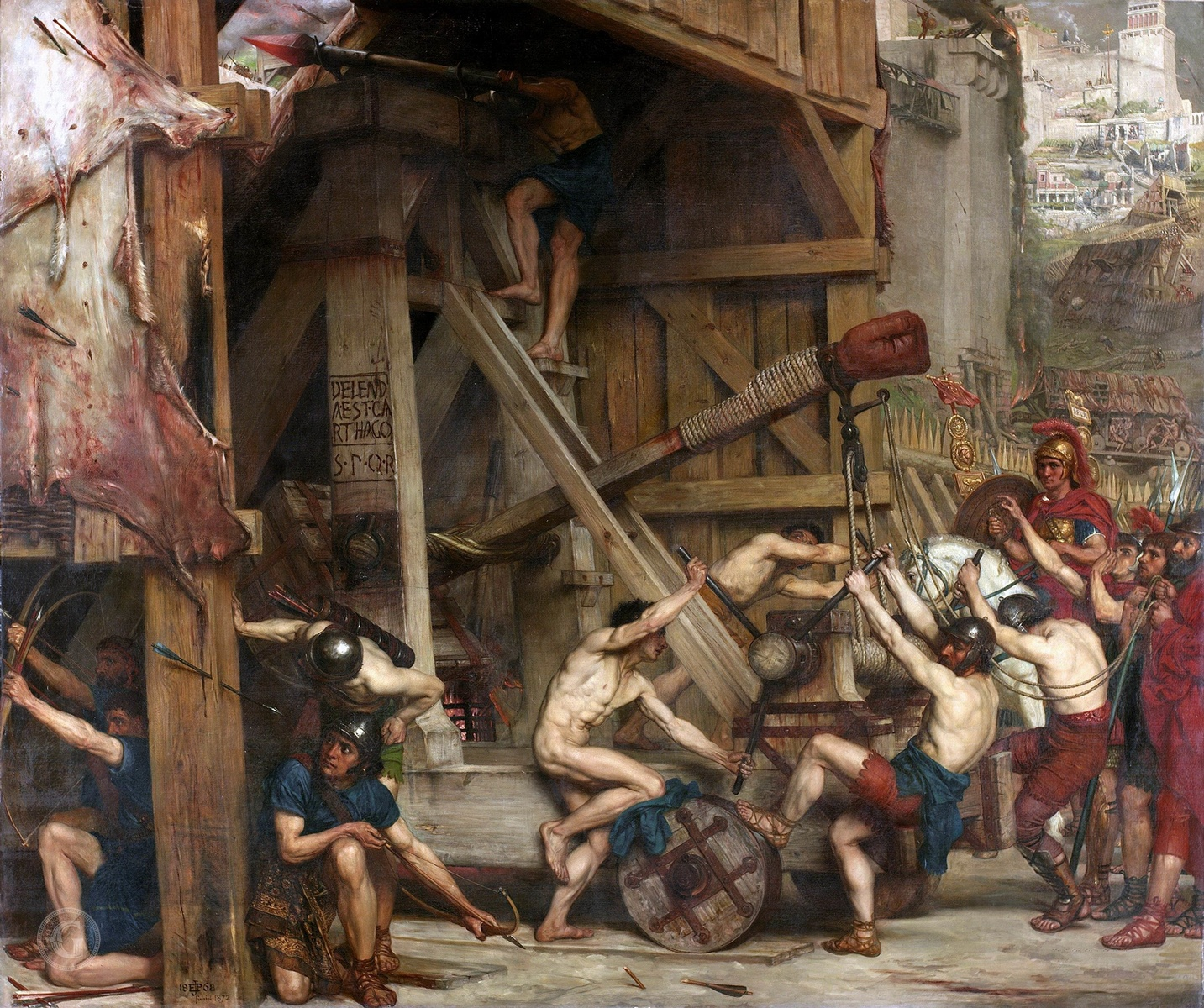
Římský katapult (catapulta) během obléhání Kartága, obraz Edwarda Poyntera

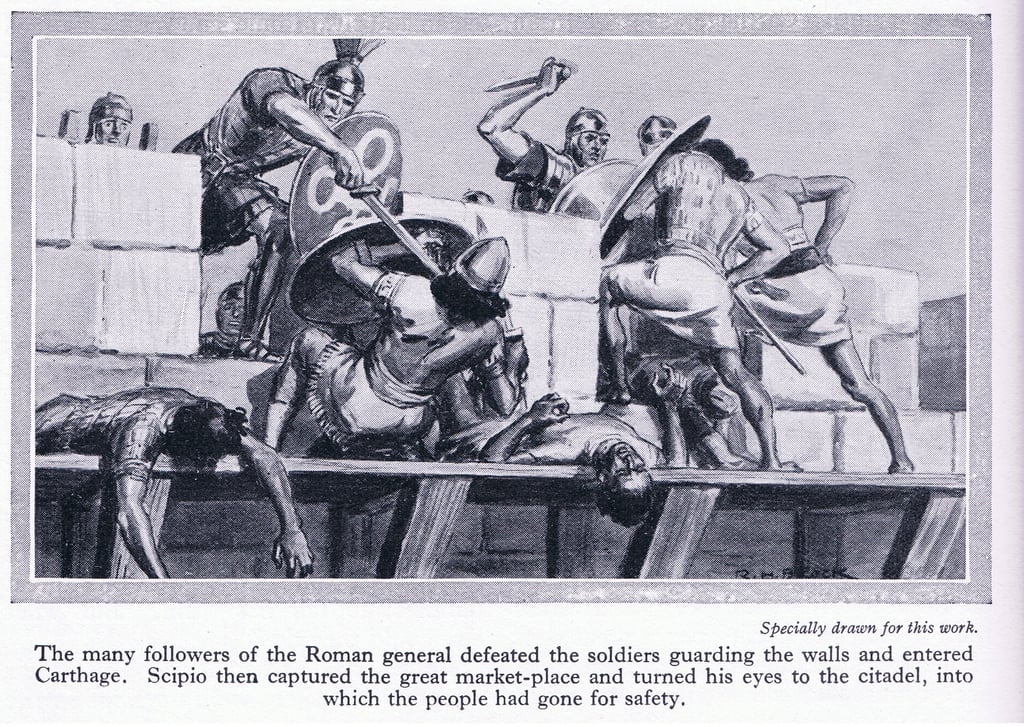
Římané zdolávají hradby Kartága, Richard Henry Brock

Začátkem roku 147 př. n. l. dorazil nový konzul a tedy i velitel armády Scipio Aemilianus do Uticy. Velitelem loďstva jmenoval Atilia Serrana. Scipio byl rozladěn z rozložené morálky římské armády – vojáci si do tábora zvali z okolí různé muže a ženy a užívali si luxusu. Okamžitě se snažil sjednat nápravu. Záhy nařídil útok na Megaru, což bylo zemědělské předměstí Kartága plné jídla a vody. Přepad sice uspěl, ale Římané se nakonec stáhli. Hasdrubal Boiotarch se rovněž rozhodl upevnit morálku Kartaginců – dal veřejně umučit zajaté římské vojáky, aby ukázal, že není cesty zpět, že musí Římany porazit. S tímto postupem ale nesouhlasil kartaginský senát. Hasdrubal dal některé jeho členy pozatýkat a začal jednat víc jako tyran než generál.
Scipio nechal navzdory neustálým kartaginským přepadům vybudovat na převlace 4 metry vysokou obléhací zeď, která odřízla město od pevniny a znemožnila jakékoliv zásobování po souši. Následně zablokoval přístav. Kartaginci postavili z veškerého materiálu, co našli, improvizované loďstvo a zaútočili na Římany. Zprvu měli úspěch, ale nakonec římská převaha zvítězila a většina provizorní flotily byla zničena. Scipionovi legionáři následně po tvrdých bojích dobyli část obchodního přístavu.
Začátkem zimy 147 př. n. l. dobyla římská armáda město Nepheris ležící jižně od Kartága. Místní kartaginský velitel Diogenes utrpěl těžkou porážku, jeho vojsko bylo zdecimováno a většina obyvatel města povražděna (možná až 70 000 mrtvých). Po této katastrofě odpadla od Kartága většina zbývajících spojeneckých měst a území a poddala se Římanům. Osud města byl v podstatě zpečetěn.

### Dobytí Kartága

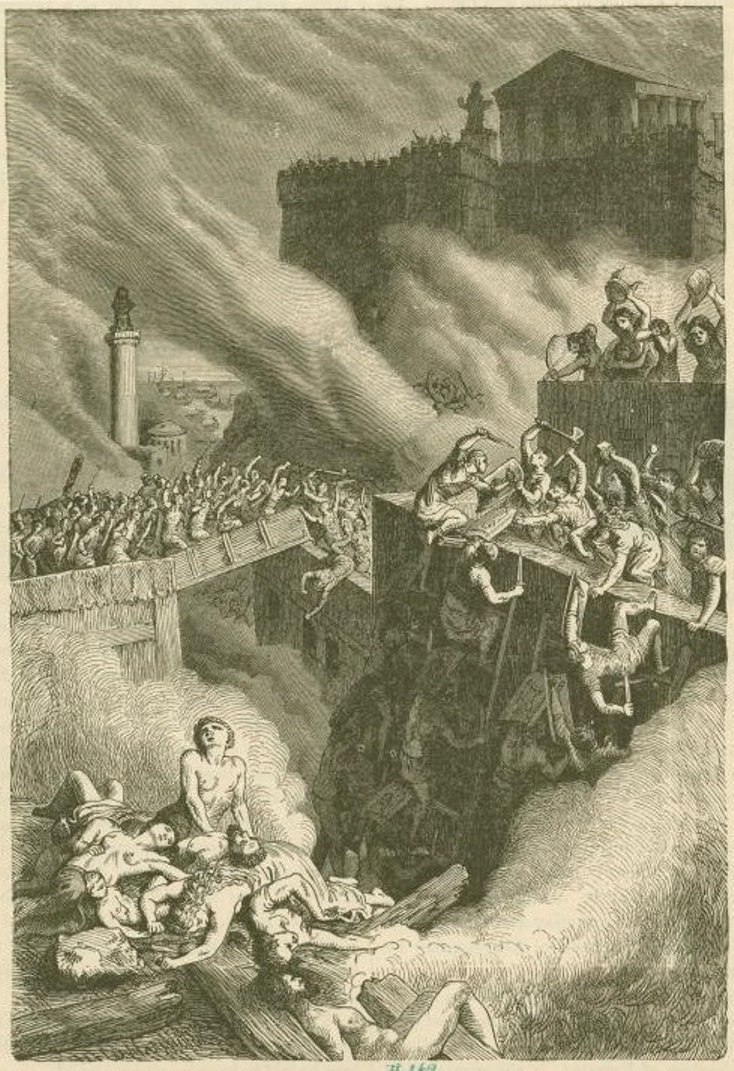
Poslední útok Římanů (1885, dobová představa)

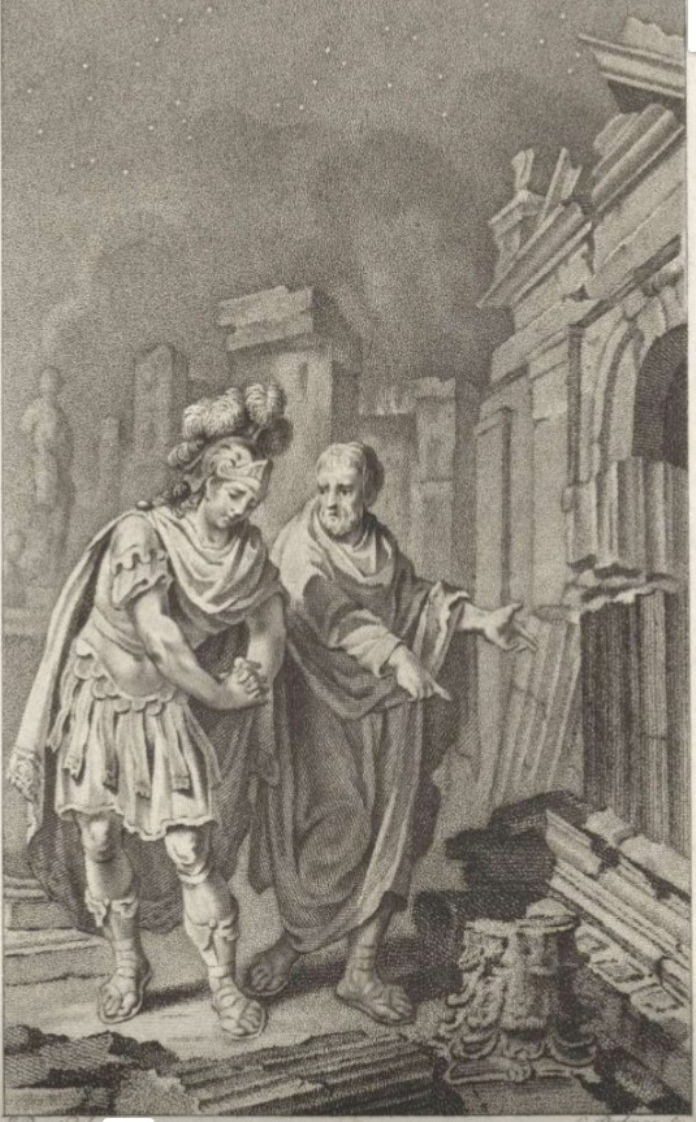
Scipio Aemilianus a Polybios v ruinách Kartága

Na jaře 146 př. n. l. začal konečný útok na město. Římané nejprve pronikli skrze již částečně dobytý přístav, následně prorazili zeď a začali pronikat do města. 6 dní a nocí trvala krutá řež. Obyvatelstvo města, z velké části již na pokraji smrti hladem, svedlo svůj poslední zoufalý boj. Hasdrubal Boiotarch se vzdal Římanům. Když to zjistila jeho žena, vrhla se i s dětmi do plamenů hořícího chrámu. Mnozí další Kartaginci zvolili podobný osud. Římané nakonec zajali asi 50 000 lidí, což byla zhruba desetina původního počtu obyvatel. Zřejmě jen naprosto nepatrné části se podařilo uniknout. Stovky tisíc zahynuly, větší část spíše vyhladověním než z rukou římských vojáků. Scipio Aemilianus obdržel od senátu rozkaz srovnat město se zemí, což se mu sice nezamlouvalo, ale učinil tak. Demolice trvala 10 dní. Zajatci byli prodáni do otroctví. Podle jedné pověsti bylo město dokonce posoleno, čímž se mělo znemožnit jeho další obnovení.

## Důsledky

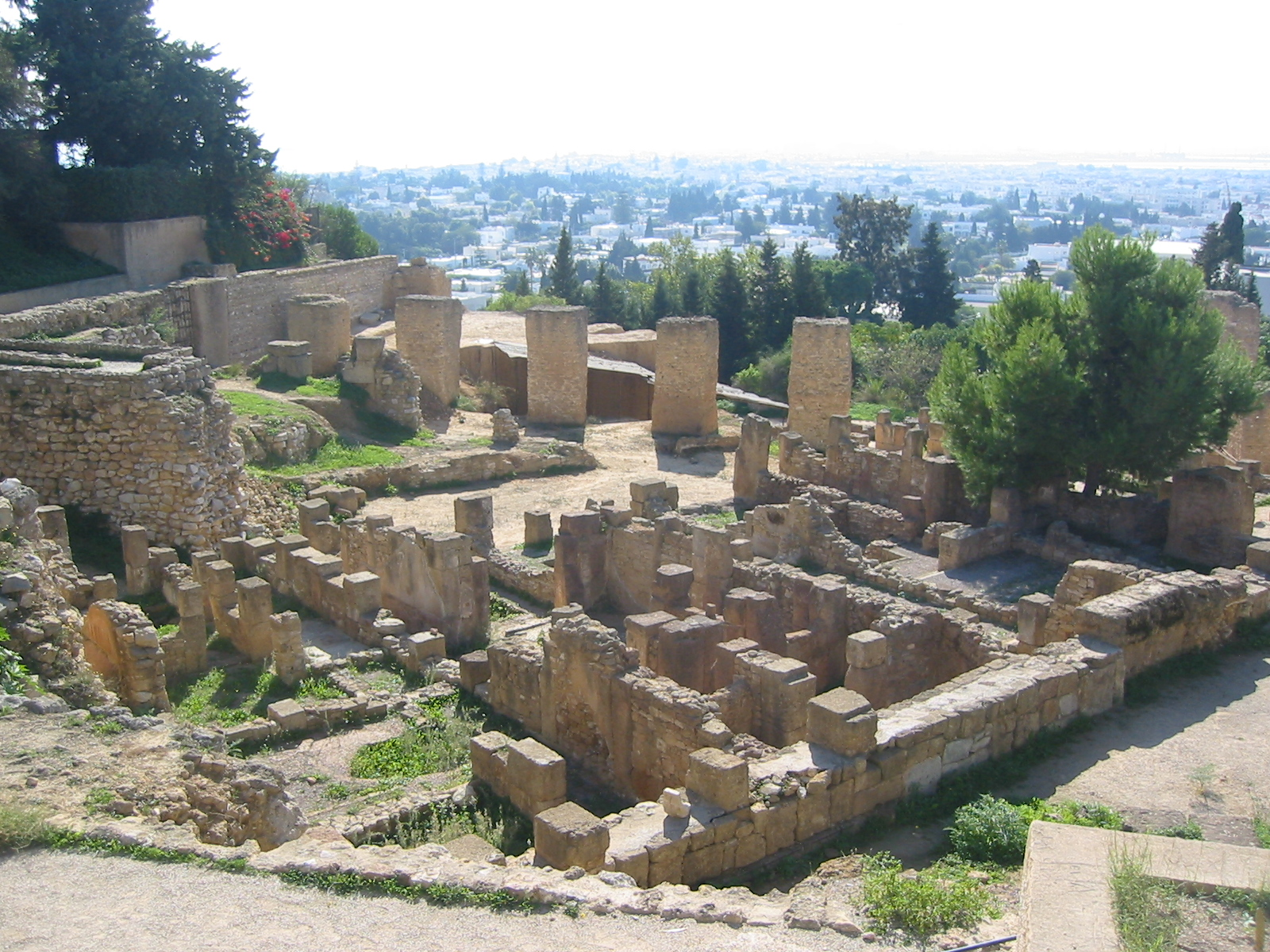
Současná podoba ruin Kartága

Dobytím Kartága dokončila Římská říše ovládnutí západního Středomoří. Kartágo a jeho okolí bylo přeměněno na římskou provincii Afrika. Ač se Numidie podílela na válce jako spojenec Římanů, čekal ji nakonec osud podobný kartaginskému – v 1. stol. př. n. l. byla z větší části podrobena a začleněna do Římské říše jako Africa Nova. Ve stejném roce jako Kartágo bylo definitivně dobyto Řecko – poslední odpor města Korint byl zlomen, město srovnáno se zemí a obyvatelstvo bylo zmasakrováno.
Za vlády Julia Caesara a Octaviana Augusta došlo k obnovení města. Jeho význam postupně rostl a nakonec patřilo mezi nejvýznamnější sídla Západořímské říše. Za Arabů jeho vliv ale následně upadl a v současnosti se jedná o předměstí Tunisu.